# Eiserfey
Eiserfey is een plaats in de Duitse gemeente Mechernich, deelstaat Noordrijn-Westfalen, en telt 469 inwoners.